# Абдурахманов, Афган Агасаф оглы
Афган Агасаф оглы Абдурахманов (азерб. Əfqan Ağasəf oğlu Abdurahmanov; 25 мая 1976, Баку — 10 октября 2020, высоты близ Мардакерта (Агдере)) — азербайджанский военнослужащий, полковник-лейтенант Сухопутных войск Азербайджана, участник боевых действий в Нагорном Карабахе в апреле 2016 года и Второй карабахской войны, Герой Отечественной войны (2020).
Афган Абдурахманов во время войны 2020 года руководил операциями на северном направлении фронта, в частности, по взятию одной из высот Муровдагского хребта, поста противника близ села Чайлы, а также командовал отрядом во время установления контроля над селом Мадагиз (ныне Суговушан).

## Биография

### Ранние годы
Афган Абдурахманов родился 25 мая 1976 года в Баку в семье уроженца села Амирван Габалинского района Агасафа Алибей оглы Абдурахманова и Наргиз Джамаледдин кызы. По-национальности — лезгин. Когда Афгану было 12 лет, начался Карабахский конфликт. События периода Первой карабахской войны оставили глубокий след в его памяти. Афган не мог смириться с потерей Нагорного Карабаха. По этой причине он поставил перед собой цель стать солдатом и в будущем участвовать в их возвращении.

### Военная служба
В 1997 году Афган Абдурахманов вернулся из армии и подал документы в Азербайджанское высшее военное училище имени Гейдара Алиева. В 2001 году он окончил училище и далее в течение года проходил стажировку в Учебно-образовательном центре Вооружённых сил. Здесь он повысил свой профессионализм и приобрел более современные профессиональные военные навыки. В июле 2002 года Афган Абдурахманов начал службу в воинской части в городе Гянджа.
В 2015 году получил звание полковника-лейтенанта.
В апреле 2016 года Абдурахманов принимал участие в боевых действиях в Нагорном Карабахе. В это время он служил на территории Баранбатского леса в Геранбойском районе. В этих боях погиб близкий друг и ровесник Афгана Абдурахманова полковник-лейтенант Мурад Мирзаев, удостоенный посмертно звания Национального Героя Азербайджана.

### Война 2020 года

#### Взятие высоты на Муровдаге
В конце сентября 2020 года в Нагорном Карабахе началась Вторая карабахская война. В первые же дни войны Афган Абдурахманов возглавил операцию по взятию одной из стратегически важных высот Муровдагского хребта. В этот день стоял очень густой туман, а местность была скалистой и изрезанной оврагами. Чтобы солдаты не пошли в неверном направлении и не попали в засаду, Абдурахманов пошёл первым, а остальным велел выстроиться в ряд и держаться за ремни друг друга. В результате успешно проведённой операции отряду Абдурахманова удалось взять высоту. Флаг Азербайджана на этой высоте установил сам командир отряда Афган Абдурахманов. Днём 27 сентября Министерство обороны Азербайджана сообщило об уничтожении армянских постов на высотах Муровдагского хребта, а также о занятии ряда господствующих высот. Вечером же, по сообщению Минобороны, с взятой в Геранбойском направлении позиции на Муровдаге азербайджанским военным удалось визуально контролировать автодорогу Варденис—Мардакерт, соединяющую Нагорный Карабах с Арменией, а также огневые точки противника. Также полученное военное преимущество предотвратило транспортировку дополнительных военных грузов из Армении в Кельбаджар и Мардакерт по этому маршруту. Позднее в этот день руководство НКР признало потерю позиций на некоторых направлениях. На следующий день МЧС Армении объявило о закрытии автодороги Сотк—Кельбаджар по соображениям безопасности.

#### Взятие Мадагиза
Далее возглавляемый Абдурахмановым отряд принял участие в важной операции по занятию села Мадагиз, имевшем стратегическое значение. Взятие села позволило бы контролировать важные дороги в направлении Сарсангского водохранилища, а также давало бы армии преимущество в дальнейшем занятии значительной территории в этом направлении фронта, включая город Мардакерт и другие населённые пункты. Сначала отряд Абдурахманова взял ряд высот вокруг Мадагиза, на одной из которых был расположен пост, где в июне 2020 года погиб Национальный герой Азербайджана Мубариз Ибрагимов.  Министерство обороны Азербайджана заявило, что к утру 2 октября азербайджанские войска установили контроль над господствующими высотами вокруг Мадагиза. 3 октября президент Азербайджана Ильхам Алиев заявил о занятии села азербайджанскими войсками. Афган Абдурахманов и его бойцы приняли активное участие во взятии Мадагиза.

#### Гибель
10 октября отряд Афгана Абдурахманова проводил операцию по взятию высоты вокруг Мардакерта (Агдере). В этот день в Москве министры иностранных дел Азербайджана Джейхун Байрамов и Армении Зограб Мнацаканян при посредничестве главы МИД России Сергея Лаврова согласовали прекращение огня в гуманитарных целях для обмена военнопленными и другими удерживаемыми лицами и телами погибших. Абдурахманову сообщили, что через 20 минут вступит в силу гуманитарное прекращение огня и приказали остановить наступление. Афган Абдурахманов выполнил приказ и остановил атаку. Однако, вскоре режим прекращения огня был нарушен. В результате занимаемая Абдурахмановым высота 951 была обстреляна из танка. В результате взрыва Афган Абдурахманов погиб.
Перед смертью Афган Абдурахманов завещал быть похороненным рядом со своим другом Поладом Гашимовым. На II Аллее почетного захоронения даже приготовили место для Абдурахманова, однако, по просьбе одного из близких родственников он был похоронен в селе Амирван Габалинского района.

## Семья
- Жена — Регина Рафик кызы Абдурахманова[1];
  - Дочь — Хилала Абдурахманова[5];
  - Сын — Алибек Абдурахманов[15].
- Брат — Абульфаз Абдурахманов[16];
  - Племянник (сын брата) — Эльвин Абдурахманов, прапорщик Сил специального назначения Азербайджана, участник Второй карабахской войны, погибший за 8 дней до гибели дяди[7]

## Награды
За годы военной службы Афган Абдурахманов был награждён медалями «За безупречную службу» всех степеней и юбилейными медалями по случаю 10-летия, 90-летия, 95-летия Вооружённых сил Азербайджанской Республики и 100-летия азербайджанской армии.
9 декабря 2020 года распоряжением президента Азербайджана Ильхама Алиева полковнику-лейтенанту Афгану Агасаф оглы Абдурахманову «за особые заслуги в восстановлении территориальной целостности Азербайджанской Республики и образцы героизма, проявленные при выполнении боевого задания по уничтожению врага во время освобождения оккупированных территорий, а также за отвагу и мужество при выполнении обязанностей военной службы» было присвоено звание Герой Отечественной войны (посмертно).
15 декабря 2020 года распоряжением президента Азербайджана Ильхама Алиева полковник-лейтенант Афган Агасаф оглы Абдурахманов «за выполнение с честью своих обязанностей при исполнении задач, поставленных перед войсковой частью, во время участия в боевых действиях по обеспечению территориальной целостности Азербайджанской Республики» был награждён медалью «За Родину» (посмертно).
29 декабря 2020 года распоряжением президента Азербайджанской Республики Ильхама Алиева полковник-лейтенант Афган Агасаф оглы Абдурахманов «за личную доблесть и отвагу, продемонстрированную при участии в боевых операциях за освобождение от оккупации села Суговушан Азербайджанской Республики» был награждён медалью «За освобождение Суговушана» (посмертно).